# Coppa Italia 2001-2002
La Coppa Italia 2001-2002 è stata la 55ª edizione della manifestazione calcistica.
È iniziata il 12 agosto 2001 e si è conclusa il 10 maggio 2002.
Il torneo è stato vinto dal Parma, che se lo aggiudicò per la terza volta nella propria storia dopo i successi ottenuti nel 1991-1992 e nel 1998-1999.

## Formula del torneo
Alla manifestazione partecipano 48 squadre: tutte le squadre della Serie A e della Serie B più le quattro società retrocesse dalla serie B 2000/2001 (eccetto il Ravenna che è fallito), le migliori 5 non promosse della serie C1 2000/2001 e le due finaliste della Coppa Italia di Serie C 2000/2001.

Le migliori 8 della serie A 2000/2001 partono direttamente dagli ottavi di finale, le seconde migliori 6 e le migliori 2 della serie B 2000/2001 dal secondo turno.
Le altre 32 squadre vengono raggruppate in 8 gironi da 4 squadre ciascuno dove si affrontano in partite di sola andata. Passano il turno le prime classificate di ogni girone.
Per stilare la classifica la vittoria vale 3 punti, il pareggio 1 e la sconfitta 0. In caso di parità passa la squadra con la miglior differenza reti nello scontro diretto, altrimenti quella con la miglior differenza reti generale.
Dal secondo turno in poi si giocano partite di andata e ritorno, in caso di parità si tiene conto del maggior numero di reti segnate in trasferta, se sussiste ancora la parità si disputano i supplementari ed eventualmente si calciano i rigori.

## Risultati
In grassetto le squadre qualificate

### Fase a gironi

#### Girone 1
| Squadra    | P.ti | G | V | N | P | GF | GS | DR |
| ---------- | ---- | - | - | - | - | -- | -- | -- |
| 1. Genoa   | 7    | 3 | 2 | 1 | 0 | 8  | 3  | +5 |
| 2. Treviso | 4    | 3 | 1 | 1 | 1 | 3  | 2  | +1 |
| 3. Arezzo  | 2    | 3 | 0 | 2 | 1 | 3  | 5  | -2 |
| 4. Bari    | 2    | 3 | 0 | 2 | 1 | 1  | 5  | -4 |

| Arbitro: | Saccani (Mantova) |

|                           |           |                          |
| Ricchiuti 8’ Firicano 76’ | Marcatori | 23’ Francioso 69’ Malagò |

| Treviso 12 agosto 2001, ore 20:45 CEST 1ª giornata | Treviso           | 0 – 0 referto | Bari | Stadio Omobono Tenni (1.008 spett.)\| Arbitro: \| Messina (Bergamo) \| |
| Arbitro:                                           | Messina (Bergamo) |               |      |                                                                        |

| Arbitro: | Farina (Novi Ligure) |

|                                     |           |               |
| Francioso 23’ (rig.) Carparelli 61’ | Marcatori | 77’ Borriello |

| Arbitro: | Palanca (Roma 1) |

|             |           |              |
| Spinesi 67’ | Marcatori | 48’ Firicano |

| Arbitro: | Dondarini (Finale Emilia) |

|                                                      |           |  |
| Manetti 11’ Francioso 39’ (rig.), 42’ Carparelli 80’ | Marcatori |  |

| Arbitro: | Rizzoli (Bologna) |

|                                      |           |  |
| Lorenzini 17’ (rig.) Parravicini 72’ | Marcatori |  |

#### Girone 2
| Squadra    | P.ti | G | V | N | P | GF | GS | DR |
| ---------- | ---- | - | - | - | - | -- | -- | -- |
| 1. Como    | 7    | 3 | 2 | 1 | 0 | 5  | 1  | +4 |
| 2. Venezia | 5    | 3 | 1 | 2 | 0 | 4  | 2  | +2 |
| 3. Cosenza | 2    | 3 | 0 | 2 | 1 | 3  | 4  | -1 |
| 4. Ascoli  | 1    | 3 | 0 | 1 | 2 | 2  | 7  | -5 |

L'Ascoli partecipò alla Coppa Italia su indicazione della Lega Professionisti di Serie C a seguito dell'esclusione dell'Unione Sportiva Ravenna dal campionato di Serie C1
| Arbitro: | Gabriele (Frosinone) |

|           |           |               |
| Strada 5’ | Marcatori | 85’ Di Napoli |

| Arbitro: | Cruciani (Pesaro) |

|  |           |                                      |
|  | Marcatori | 13’ Taldo 34’ Oliveira 90+2’ Femiano |

| Arbitro: | Dondarini (Finale Emilia) |

|                          |           |  |
| Di Napoli 4’ Maniero 74’ | Marcatori |  |

| Arbitro: | Pieri (Genova) |

|           |           |  |
| Taldo 45’ | Marcatori |  |

| Arbitro: | Palanca (Roma 1) |

|                   |           |                                  |
| Nocerino 21’, 56’ | Marcatori | 34’ Bonfiglio 80’ (rig.) Fontana |

| Arbitro: | Borriello (Mantova) |

|              |           |             |
| Oliveira 22’ | Marcatori | 25’ Bazzani |

#### Girone 3
| Squadra    | P.ti | G | V | N | P | GF | GS | DR |
| ---------- | ---- | - | - | - | - | -- | -- | -- |
| 1. Siena   | 7    | 3 | 2 | 1 | 0 | 7  | 4  | +3 |
| 2. Palermo | 6    | 3 | 2 | 0 | 1 | 8  | 4  | +4 |
| 3. Napoli  | 3    | 3 | 1 | 0 | 2 | 4  | 6  | -2 |
| 4. Livorno | 1    | 3 | 0 | 1 | 2 | 2  | 7  | -5 |

| Arbitro: | Dondarini (Finale Emilia) |

|                 |           |                             |
| Jankulovski 51’ | Marcatori | 46’, 67’ (rig.) Campolonghi |

| Arbitro: | Palanca (Roma 1) |

|                               |           |  |
| Amerini 52’ Belmonte 88’, 89’ | Marcatori |  |

| Arbitro: | Cruciani (Pesaro) |

|                                                    |           |                             |
| Zampagna 44’ Voria 75’ Sciaccaluga 77’ Morello 89’ | Marcatori | 53’ Cappioli 73’ Bombardini |

| Arbitro: | Preschern (Mestre) |

|             |           |                              |
| Martino 89’ | Marcatori | 17’, 82’ Stellone 90+2’ Sesa |

| Arbitro: | Palmieri (Cosenza) |

|                                     |           |  |
| Belmonte 42’ Longo 45+1’ Frezza 73’ | Marcatori |  |

| Arbitro: | Pieri (Genova) |

|            |           |           |
| Scalzo 79’ | Marcatori | 16’ Basso |

#### Girone 4
| Squadra      | P.ti | G | V | N | P | GF | GS | DR |
| ------------ | ---- | - | - | - | - | -- | -- | -- |
| 1. Modena    | 6    | 3 | 2 | 0 | 1 | 4  | 4  | 0  |
| 2. Cagliari  | 4    | 3 | 1 | 1 | 1 | 5  | 2  | +3 |
| 3. Reggina   | 4    | 3 | 1 | 1 | 1 | 3  | 5  | -2 |
| 4. Lumezzane | 2    | 3 | 0 | 2 | 1 | 1  | 2  | -1 |

| Arbitro: | Rizzoli (Bologna) |

|             |           |  |
| Fantini 76’ | Marcatori |  |

| Arbitro: | Cassarà (Palermo) |

|                        |           |                  |
| Mozart 16’ Savoldi 57’ | Marcatori | 72’ (rig.) Melis |

| Arbitro: | Cannella (Palermo) |

|                                                      |           |  |
| Lucenti 10’ Diego López 48’ Modesto 67’ Esposito 85’ | Marcatori |  |

| Arbitro: | Nucini (Bergamo) |

|                 |           |             |
| Maffioletti 64’ | Marcatori | 74’ Dionigi |

| Cagliari 29 agosto 2001, ore 20:30 CEST 3ª giornata | Cagliari                 | 0 – 0 referto | Lumezzane | Stadio Sant'Elia (1.000 spett.)\| Arbitro: \| Morganti (Ascoli Piceno) \| |
| Arbitro:                                            | Morganti (Ascoli Piceno) |               |           |                                                                           |

| Arbitro: | Castellani (Verona) |

|                             |           |  |
| Fantini 32’ Rabito 41’, 52’ | Marcatori |  |

#### Girone 5
| Squadra       | P.ti | G | V | N | P | GF | GS | DR |
| ------------- | ---- | - | - | - | - | -- | -- | -- |
| 1. Sampdoria  | 6    | 3 | 2 | 0 | 1 | 4  | 4  | 0  |
| 2. Cittadella | 6    | 3 | 2 | 0 | 1 | 6  | 3  | +3 |
| 3. Avellino   | 3    | 3 | 1 | 0 | 2 | 5  | 5  | 0  |
| 4. Monza      | 3    | 3 | 1 | 0 | 2 | 3  | 6  | -3 |

- Si qualifica la Sampdoria per la vittoria nello scontro diretto.

| Arbitro: | Rossi (Ciampino) |

|                        |           |  |
| Flachi 25’ Luiso 90+3’ | Marcatori |  |

| Arbitro: | Cannella (Palermo) |

|                           |           |              |
| Pelatti 55’ (rig.), 90+3’ | Marcatori | 62’ Calcagno |

| Arbitro: | Gabriele (Frosinone) |

|                                   |           |  |
| Rosamilia 31’ Trezzi 77’ Elia 81’ | Marcatori |  |

| Arbitro: | Dattilo (Locri) |

|                                         |           |  |
| Pizzi 45+1’ (rig.) Ghirardello 75’, 86’ | Marcatori |  |

| Arbitro: | Preschern (Mestre) |

|                                             |           |               |
| Ghirardello 60’ (rig.) Baicu 62’ Sturba 69’ | Marcatori | 44’ Silvestri |

| Arbitro: | Rosetti (Torino) |

|                   |           |                                  |
| Degano 68’ (rig.) | Marcatori | 48’ (rig.) Flachi 90+3’ Esposito |

#### Girone 6
| Squadra    | P.ti | G | V | N | P | GF | GS | DR |
| ---------- | ---- | - | - | - | - | -- | -- | -- |
| 1. Messina | 7    | 3 | 2 | 1 | 0 | 4  | 0  | +4 |
| 2. Vicenza | 5    | 3 | 1 | 2 | 0 | 4  | 2  | +2 |
| 3. Pescara | 3    | 3 | 1 | 0 | 2 | 3  | 7  | -4 |
| 4. Crotone | 1    | 3 | 0 | 1 | 2 | 2  | 4  | -2 |

| Arbitro: | Trefoloni (Siena) |

|               |           |                       |
| Panarelli 73’ | Marcatori | 43’ (aut.) Zanoncelli |

| Arbitro: | Morganti (Ascoli Piceno) |

|  |           |                                 |
|  | Marcatori | 51’ Sullo 55’ Godeas 63’ Milana |

| Arbitro: | Rossi (Ciampino) |

|            |           |  |
| Godeas 57’ | Marcatori |  |

| Arbitro: | Castellani (Verona) |

|                               |           |            |
| Chianese 29’, 79’ Schwoch 63’ | Marcatori | 78’ Fanesi |

| Arbitro: | Dattilo (Locri) |

|               |           |                          |
| Panarelli 75’ | Marcatori | 10’ Tisci 21’ Tacconelli |

| Messina 29 agosto 2001, ore 20:30 CEST 3ª giornata | Messina          | 0 – 0 referto | Vicenza | Stadio Giovanni Celeste (8.000 spett.)\| Arbitro: \| Nucini (Bergamo) \| |
| Arbitro:                                           | Nucini (Bergamo) |               |         |                                                                          |

#### Girone 7
| Squadra      | P.ti | G | V | N | P | GF | GS | DR |
| ------------ | ---- | - | - | - | - | -- | -- | -- |
| 1. Ternana   | 7    | 3 | 2 | 1 | 0 | 6  | 2  | +4 |
| 2. Chievo    | 7    | 3 | 2 | 1 | 0 | 4  | 2  | +2 |
| 3. Prato     | 3    | 3 | 1 | 0 | 2 | 3  | 5  | -2 |
| 4. Pistoiese | 0    | 3 | 0 | 0 | 3 | 4  | 8  | -4 |

- Si qualifica la Ternana per la miglior differenza reti.

| Arbitro: | Palmieri (Cosenza) |

|                  |           |  |
| Miccoli 13’, 33’ | Marcatori |  |

| Arbitro: | Collina (Viareggio) |

|                   |           |                                |
| Baiano 43’ (rig.) | Marcatori | 24’ (rig.) Corini 69’ Perrotta |

| Arbitro: | Rizzoli (Bologna) |

|                   |           |  |
| Corini 61’ (rig.) | Marcatori |  |

| Arbitro: | Trefoloni (Siena) |

|                                        |           |               |
| Borgobello 18’ (rig.), 45’ Miccoli 35’ | Marcatori | 56’ Banchelli |

| Arbitro: | Cannella (Palermo) |

|                              |           |                               |
| Baiano 61’ (rig.) Bisoli 67’ | Marcatori | 11’, 75’ Pagliuca 16’ Cellini |

| Arbitro: | Saccani (Mantova) |

|                       |           |             |
| Borgobello 18’ (rig.) | Marcatori | 24’ Cossato |

#### Girone 8
| Squadra        | P.ti | G | V | N | P | GF | GS | DR |
| -------------- | ---- | - | - | - | - | -- | -- | -- |
| 1. Empoli      | 7    | 3 | 2 | 1 | 0 | 5  | 1  | +4 |
| 2. Ancona      | 6    | 3 | 2 | 0 | 1 | 4  | 2  | +2 |
| 3. Salernitana | 3    | 3 | 1 | 0 | 2 | 4  | 6  | -2 |
| 4. Catania     | 1    | 3 | 0 | 1 | 2 | 1  | 5  | -4 |

| Arbitro: | Pieri (Genova) |

|               |           |  |
| Di Natale 66’ | Marcatori |  |

| Arbitro: | Dattilo (Locri) |

|                                                 |           |  |
| Vignaroli 17’ (rig.) Campedelli 34’ Mascara 51’ | Marcatori |  |

| Arbitro: | Morganti (Ascoli Piceno) |

|             |           |            |
| Cordone 62’ | Marcatori | 16’ Tavano |

| Arbitro: | Palmieri (Cosenza) |

|                            |           |             |
| Parente 29’, 37’ Vieri 52’ | Marcatori | 45+2’ Olivi |

| Arbitro: | Racalbuto (Gallarate) |

|  |           |            |
|  | Marcatori | 86’ Pompei |

| Arbitro: | Bertini (Arezzo) |

|                                                       |           |  |
| Cappellini 34’ (rig.) Di Natale 46’ Rocchi 82’ (rig.) | Marcatori |  |

### Secondo turno
Le gare di andata furono disputate tra il 19 settembre e il 4 ottobre, quelle di ritorno il 24 e il 25 ottobre.
| Squadra 1 | Totale      | Squadra 2  | Andata | Ritorno |
| --------- | ----------- | ---------- | ------ | ------- |
| Empoli    | 4 - 5       | Bologna    | 1 - 4  | 3 - 1   |
| Messina   | 5 - 2       | Lecce      | 2 - 1  | 3 - 1   |
| Modena    | 4 - 7       | Perugia    | 1 - 1  | 3 - 6   |
| Piacenza  | 1 - 1 (gfc) | Genoa      | 0 - 0  | 1 - 1   |
| Siena     | 4 - 4 (gfc) | Verona     | 2 - 1  | 2 - 3   |
| Ternana   | 4 - 6       | Udinese    | 4 - 4  | 0 - 2   |
| Como      | 4 - 0       | Fiorentina | 2 - 0  | 2 - 0   |
| Sampdoria | 3 - 3 (gfc) | Torino     | 1 - 1  | 2 - 2   |

#### Andata
| Arbitro: | Borriello (Mantova) |

|            |           |                                         |
| Tavano 32’ | Marcatori | 25’, 66’ Cruz 61’ Gamberini 90’ Pecchia |

| Arbitro: | Gabriele (Frosinone) |

|                                |           |               |
| F.Marra 14’ (rig.) S.Marra 78’ | Marcatori | 43’ Cimirotic |

| Arbitro: | Trefoloni (Siena) |

|            |           |            |
| Pasino 81’ | Marcatori | 19’ Bucchi |

| Piacenza 19 settembre 2001, ore 20.30 CEST | Piacenza           | 0 – 0 referto | Genoa | Stadio Leonardo Garilli\| Arbitro: \| Palmieri (Cosenza) \| |
| Arbitro:                                   | Palmieri (Cosenza) |               |       |                                                             |

| Arbitro: | Farina (Novi Ligure) |

|              |           |  |
| Zampagna 26’ | Marcatori |  |

| Arbitro: | Rossi (Ciampino) |

|                                         |           |                                                    |
| D'Aversa 17’, 36’, 61’ Nappi 89’ (rig.) | Marcatori | 11’ Scarlato 26’ Bertotto 42’ Iaquinta 53’ Almirón |

| Arbitro: | Preschern (Mestre) |

|                         |           |  |
| Oliveira 28’ Pedone 61’ | Marcatori |  |

| Arbitro: | Dondarini (Finale Emilia) |

|                     |           |              |
| Marcolin 85’ (rig.) | Marcatori | 35’ Ferrante |

#### Ritorno
| Arbitro: | Palmieri (Cosenza) |

|           |           |                               |
| Nervo 26’ | Marcatori | 3’ Bonetto 70’, 88’ Maccarone |

| Arbitro: | Preschern (Mestre) |

|             |           |                                     |
| Superbi 62’ | Marcatori | 17’ Bellotti 55’ Sullo 86’ Iannuzzi |

| Arbitro: | Pieri (Genova) |

|                                                    |           |                             |
| Zé Maria 13’ Bazzani 21’, 32’, 36’ Vryzas 38’, 63’ | Marcatori | 10’, 30’ Fabbrini 70’ Orfei |

| Arbitro: | Saccani (Mantova) |

|                      |           |           |
| Francioso 81’ (rig.) | Marcatori | 64’ Poggi |

| Arbitro: | Nucini (Bergamo) |

|                                           |           |                     |
| Oddo 46’ (rig.), 90’ (rig.) Gilardino 61’ | Marcatori | 70’, 90+1’ Zampagna |

| Arbitro: | Cassarà (Palermo) |

|                              |           |  |
| Di Michele 13’, 45+1’ (rig.) | Marcatori |  |

| Arbitro: | Rossi (Ciampino) |

|  |           |                        |
|  | Marcatori | 43’ Oliveira 78’ Taldo |

| Arbitro: | Pellegrino (Barcellona Pozzo di Gotto) |

|                               |           |                                |
| Martinelli 11’ Tiribocchi 27’ | Marcatori | 20’ Esposito 69’ (rig.) Flachi |

### Ottavi di finale
Le gare di andata furono disputate tra il 10 e il 13 novembre, quelle di ritorno tra il 27 novembre e il 12 dicembre.
| Squadra 1 | Totale          | Squadra 2 | Andata | Ritorno     |
| --------- | --------------- | --------- | ------ | ----------- |
| Bologna   | 2 - 2 (gfc)     | Atalanta  | 2 - 2  | 0 - 0       |
| Como      | 1 - 1 (3-6 dtr) | Brescia   | 1 - 0  | 0 - 1 (dts) |
| Lazio     | 3 - 1           | Siena     | 2 - 1  | 1 - 0       |
| Messina   | 2 - 3           | Parma     | 0 - 2  | 2 - 1       |
| Piacenza  | 2 - 4           | Roma      | 2 - 1  | 0 - 3       |
| Sampdoria | 3 - 7           | Juventus  | 1 - 2  | 2 - 5       |
| Udinese   | 4 - 3           | Inter     | 2 - 1  | 2 - 2       |
| Milan     | 3 - 0           | Perugia   | 3 - 0  | 0 - 0       |

#### Andata
| Arbitro: | Bolognino (Milano) |

|                        |           |                           |
| Olive 18’ Bellucci 88’ | Marcatori | 17’ Comandini 39’ Rossini |

| Arbitro: | Racalbuto (Gallarate) |

|           |           |  |
| Taldo 22’ | Marcatori |  |

| Arbitro: | Palmieri (Cosenza) |

|                 |           |               |
| Crespo 16’, 45’ | Marcatori | 40’ De Cesare |

| Arbitro: | Paparesta (Bari) |

|  |           |                        |
|  | Marcatori | 13’ Di Vaio 37’ Micoud |

| Arbitro: | Nucini (Bergamo) |

|                            |           |             |
| Caccia 7’ Di Francesco 26’ | Marcatori | 41’ Panucci |

| Arbitro: | Gabriele (Frosinone) |

|            |           |                              |
| Flachi 67’ | Marcatori | 2’ Zalayeta 42’ (aut.) Conte |

| Arbitro: | Bertini (Arezzo) |

|                            |           |             |
| Di Michele 70’ Pizarro 84’ | Marcatori | 31’ Seedorf |

| Arbitro: | Preschern (Mestre) |

|                                      |           |  |
| Inzaghi 50’, 73’ Sogliano 82’ (aut.) | Marcatori |  |

#### Ritorno
| Bergamo 29 novembre 2001, ore 18:00 CET | Atalanta             | 0 – 0 referto | Bologna | Stadio Atleti Azzurri d'Italia (5.000 spett.)\| Arbitro: \| Gabriele (Frosinone) \| |
| Arbitro:                                | Gabriele (Frosinone) |               |         |                                                                                     |

| Arbitro: | Nucini (Bergamo) |

|                                             |                      |                               |
| Tare 6’                                     | Marcatori            |                               |
| Filippini Calori Filippini Koźmiński Yllana | Tiri di rigore 5 – 3 | Fresta Colacone Corrent Brevi |

| Arbitro: | Dondarini (Finale Emilia) |

|  |           |            |
|  | Marcatori | 24’ Crespo |

| Arbitro: | Rizzoli (Bologna) |

|                      |           |                          |
| Milosevic 54’ (rig.) | Marcatori | 13’ Godeas 90’ Iannnuzzi |

| Arbitro: | Saccani (Mantova) |

|                                    |           |  |
| Panucci 3’ Cassano 36’ Tommasi 40’ | Marcatori |  |

| Arbitro: | Ayroldi (Molfetta) |

|                                                             |           |                          |
| Maresca 5’ Ferrara 14’ Zalayeta 21’ Amoruso 31’ (rig.), 42’ | Marcatori | 15’ Luiso 79’ Possanzini |

| Arbitro: | Trefoloni (Siena) |

|                         |           |                         |
| Ventola 10’ Zanetti 18’ | Marcatori | 42’ Muzzi 79’ Jørgensen |

| Perugia 28 novembre 2001, ore 18:00 CET | Perugia        | 0 – 0 referto | Milan | Stadio Renato Curi (1.858 spett.)\| Arbitro: \| Pieri (Genova) \| |
| Arbitro:                                | Pieri (Genova) |               |       |                                                                   |

### Quarti di finale
Le gare di andata furono disputate tra l'11 dicembre e il 10 gennaio, quelle di ritorno tra l'8 e il 17 gennaio.
| Squadra 1 | Totale      | Squadra 2 | Andata | Ritorno |
| --------- | ----------- | --------- | ------ | ------- |
| Udinese   | 1 - 1 (gfc) | Parma     | 1 - 1  | 0 - 0   |
| Roma      | 0 - 4       | Brescia   | 0 - 1  | 0 - 3   |
| Juventus  | 5 - 4       | Atalanta  | 4 - 2  | 1 - 2   |
| Milan     | 5 - 3       | Lazio     | 2 - 1  | 3 - 2   |

#### Andata
| Arbitro: | Racalbuto (Gallarate) |

|                |           |                |
| Di Michele 73’ | Marcatori | 38’ Marchionni |

| Arbitro: | Tombolini (Ancona) |

|  |           |            |
|  | Marcatori | 83’ Schopp |

| Arbitro: | Trefoloni (Siena) |

|                                           |           |                          |
| Amoruso 15’, 58’, 82’ (rig.) Zalayeta 63’ | Marcatori | 13’ Colombo 65’ Berretta |

| Arbitro: | Messina (Bergamo) |

|                              |           |           |
| Simone 22’ Javi Moreno 90+1’ | Marcatori | 45’ César |

#### Ritorno
| Parma 9 gennaio 2002, ore 17.45 CET | Parma             | 0 – 0 referto | Udinese | Stadio Ennio Tardini\| Arbitro: \| Cassarà (Palermo) \| |
| Arbitro:                            | Cassarà (Palermo) |               |         |                                                         |

| Arbitro: | Pellegrino (Barcellona Pozzo di Gotto) |

|                                  |           |  |
| Filippini 6’ Schopp 27’ Toni 71’ | Marcatori |  |

| Arbitro: | Treossi (Forlì) |

|                     |           |              |
| Bianchi 72’ Piá 75’ | Marcatori | 10’ Zalayeta |

| Arbitro: | Farina (Novi Ligure) |

|                        |           |                                   |
| Inzaghi 23’ Crespo 75’ | Marcatori | 5’ José Mari 53’, 56’ Javi Moreno |

### Semifinali
Le gare di andata furono disputate il 23 e il 31 gennaio, quelle di ritorno il 6 e il 7 febbraio.
| Squadra 1 | Totale | Squadra 2 | Andata | Ritorno |
| --------- | ------ | --------- | ------ | ------- |
| Milan     | 2 - 3  | Juventus  | 1 - 2  | 1 - 1   |
| Parma     | 3 - 2  | Brescia   | 2 - 0  | 1 - 2   |

#### Andata
| Arbitro: | Braschi (Prato) |

|            |           |                              |
| Moreno 39’ | Marcatori | 48’ Birindelli 86’ Del Piero |

| Arbitro: | Cesari (Genova) |

|                           |           |  |
| Nakata 55’ Marchionni 62’ | Marcatori |  |

#### Ritorno
| Arbitro: | Bertini (Arezzo) |

|               |           |               |
| Zambrotta 62’ | Marcatori | 27’ José Mari |

| Arbitro: | Saccani (Mantova) |

|                               |           |               |
| Giunti 68’ (rig.) Salgado 72’ | Marcatori | 49’ Bonazzoli |

### Finale
| Squadra 1 | Totale      | Squadra 2 | Andata | Ritorno |
| --------- | ----------- | --------- | ------ | ------- |
| Juventus  | 2 - 2 (gfc) | Parma     | 2 - 1  | 0 - 1   |

#### Andata
| Arbitro: | Collina (Viareggio) |

|                                |           |              |
| Amoruso 5’ (rig.) Zalayeta 57’ | Marcatori | 90+2’ Nakata |

| Juventus | Parma |

|                |    |                       |             |     |
|                |    |                       |             |     |
| GK             | 22 | Fabián Carini         |             |     |
| DF             | 15 | Alessandro Birindelli |             |     |
| DF             | 21 | Lilian Thuram         |             |     |
| DF             | 5  | Igor Tudor            |             | 46’ |
| DF             | 3  | Michele Paramatti     |             |     |
| MF             | 14 | Cristian Zenoni       |             |     |
| MF             | 8  | Antonio Conte         |             |     |
| MF             | 26 | Edgar Davids          |             | 58’ |
| MF             | 11 | Pavel Nedvěd          |             | 46’ |
| FW             | 25 | Marcelo Zalayeta      |             |     |
| FW             | 27 | Nicola Amoruso        |             |     |
| Sostituti:     |    |                       |             |     |
| GK             | 1  | Gianluigi Buffon      |             |     |
| DF             | 2  | Ciro Ferrara          |             |     |
| DF             | 4  | Paolo Montero         |             | 46’ |
| FW             | 10 | Alessandro Del Piero  |             |     |
| FW             | 17 | David Trezeguet       |             |     |
| DF             | 19 | Gianluca Zambrotta    |             | 46’ |
| MF             | 20 | Alessio Tacchinardi   | Ammonizione | 58’ |
| Allenatore:    |    |                       |             |     |
| Marcello Lippi |    |                       |             |     |

|                   |    |                    |             |     |
|                   |    |                    |             |     |
| GK                | 30 | Cláudio Taffarel   |             |     |
| DF                | 74 | Martin Djetou      |             | 46’ |
| DF                | 14 | Alain Boghossian   |             |     |
| DF                | 3  | Antonio Benarrivo  | Ammonizione |     |
| DF                | 7  | Luigi Sartor       | Ammonizione |     |
| MF                | 4  | Stephen Appiah     |             | 74’ |
| MF                | 8  | Sabri Lamouchi     |             |     |
| MF                | 23 | Aimo Diana         |             |     |
| MF                | 32 | Marco Marchionni   |             |     |
| MF                | 18 | Johan Micoud       |             |     |
| FW                | 11 | Hakan Şükür        |             | 58’ |
| Sostituti:        |    |                    |             |     |
| GK                | 1  | Sébastien Frey     |             |     |
| MF                | 10 | Hidetoshi Nakata   |             | 74’ |
| MF                | 13 | Giampiero Maini    |             |     |
| DF                | 15 | Sergei Gurenko     |             | 46’ |
| DF                | 16 | Júnior             |             |     |
| DF                | 21 | Matteo Ferrari     |             |     |
| FW                | 22 | Emiliano Bonazzoli |             | 58’ |
| Allenatore:       |    |                    |             |     |
| Pietro Carmignani |    |                    |             |     |

#### Ritorno
| Arbitro: | Paparesta (Bari) |

|           |           |  |
| Júnior 5’ | Marcatori |  |

| Parma | Juventus |

|                   |    |                    |             |     |
|                   |    |                    |             |     |
| GK                | 30 | Cláudio Taffarel   |             |     |
| DF                | 7  | Luigi Sartor       |             | 88’ |
| DF                | 6  | Néstor Sensini     |             |     |
| DF                | 3  | Antonio Benarrivo  |             |     |
| DF                | 23 | Aimo Diana         | Ammonizione |     |
| MF                | 25 | Matías Almeyda     | Ammonizione |     |
| MF                | 8  | Sabri Lamouchi     |             |     |
| MF                | 16 | Júnior             |             |     |
| MF                | 18 | Johan Micoud       |             | 83’ |
| MF                | 10 | Hidetoshi Nakata   |             | 41’ |
| FW                | 20 | Marco Di Vaio      |             |     |
| Sostituti:        |    |                    |             |     |
| GK                | 1  | Sébastien Frey     |             |     |
| MF                | 4  | Stephen Appiah     |             | 41’ |
| FW                | 10 | Gaetano Grieco     |             |     |
| FW                | 13 | Giampiero Maini    |             |     |
| DF                | 15 | Sergei Gurenko     |             |     |
| DF                | 21 | Matteo Ferrari     |             | 88’ |
| FW                | 22 | Emiliano Bonazzoli |             | 83’ |
| Allenatore:       |    |                    |             |     |
| Pietro Carmignani |    |                    |             |     |

|                |    |                       |             |     |
|                |    |                       |             |     |
| GK             | 22 | Fabián Carini         |             |     |
| DF             | 15 | Alessandro Birindelli |             | 46’ |
| DF             | 2  | Ciro Ferrara          | Ammonizione |     |
| DF             | 4  | Paolo Montero         |             |     |
| DF             | 3  | Michele Paramatti     |             |     |
| MF             | 14 | Cristian Zenoni       |             |     |
| MF             | 8  | Antonio Conte         |             |     |
| MF             | 20 | Alessio Tacchinardi   | Ammonizione |     |
| MF             | 19 | Gianluca Zambrotta    |             |     |
| FW             | 27 | Nicola Amoruso        | Ammonizione | 56’ |
| FW             | 25 | Marcelo Zalayeta      |             | 73’ |
| Sostituti:     |    |                       |             |     |
| GK             | 1  | Gianluigi Buffon      |             |     |
| FW             | 9  | Marcelo Salas         |             | 73’ |
| FW             | 10 | Alessandro Del Piero  |             | 46’ |
| DF             | 13 | Mark Iuliano          |             |     |
| FW             | 17 | David Trezeguet       |             | 56’ |
| DF             | 21 | Lilian Thuram         |             |     |
| MF             | 26 | Edgar Davids          |             |     |
| Allenatore:    |    |                       |             |     |
| Marcello Lippi |    |                       |             |     |

## Classifica marcatori
| Gol | Rigori |  | Giocatore         | Squadra                 |
| --- | ------ |  | ----------------- | ----------------------- |
| 6   | 3      |  | Nicola Amoruso    | Juventus                |
| 5   |        |  | Marcelo Zalayeta  | Juventus                |
| 5   |        |  | Cosimo Francioso  | Genoa                   |
| 5   |        |  | Luís Oliveira     | Como                    |
| 4   |        |  | Carlo Taldo       | Como                    |
| 4   |        |  | Hernán Crespo     | Lazio                   |
| 4   |        |  | Javi Moreno       | Milan                   |
| 4   |        |  | Fabio Bazzani     | Perugia (3) Venezia (1) |
| 4   | 2      |  | Francesco Flachi  | Sampdoria               |
| 4   |        |  | Riccardo Zampagna | Siena                   |
| 3   | 1      |  | David Di Michele  | Udinese                 |